# 聖家族〜大和路
『聖家族～大和路』（せいかぞく やまとじ）は、2010年公開の日本映画。主演は片桐仁。原作は堀辰雄の「聖家族」と「大和路」。
この作品は全国デジタルカエル系配給の第4弾となる。

## あらすじ
画家の扁理（片桐仁）は、師匠の九鬼（高野ひろゆき）の死後、壁につきあたり絵が描けなくなる。刺激をもとめて奈良に向かうがやはり作品のイメージが浮かばない。そんなある日、九鬼の未亡人（堀ちえみ）の一人娘、絹子（岩田さゆり）から電話がかかってくる。

## 出演
- 河野扁理 - 片桐仁
- 絹子 - 岩田さゆり
- 神崎沙羅 - 末永遥
- 清美 - 秦みずほ
- 杉山（マネージャー） - 初嶺麿代
- 鷺宮綾乃 - 今村祈履
- 城嶋／工藤 - エレキコミック
- 山下美代 - 丸尾みゆき
- 九鬼篤文 - 高野ひろゆき
- 細木 - 堀ちえみ

## スタッフ・関連
- 秋原正俊　監督・宣伝・配給・製作総指揮
- 堀辰雄　原作